# 4079 Britten
4079 Britten eller 1983 CS är en asteroid i huvudbältet som upptäcktes den 15 februari 1983 av den amerikanske astronomen Edward L.G. Bowell vid Anderson Mesa Station. Den är uppkallad efter den brittiske kompositören Benjamin Britten.
Asteroiden har en diameter på ungefär 16 kilometer och den tillhör asteroidgruppen Themis.